# 奧蒂斯科 (印地安納州)
奧斯蒂科（英語：Otisco）是位於美國印地安納州克拉克縣的一個非建制地區。該地的面積和人口皆未知。

## 地理
奧斯蒂科的座標為38°32′32″N 85°40′02″W / 38.54222°N 85.66722°W，而該地的平均海拔高度為205米（即673英尺）。